# Chris Frantz
Chris Frantz (* jako Charlton Christopher Frantz; 8. května 1951) je americký bubeník a hudební producent. Byl členem skupiny Talking Heads a později hrál se skupinou Tom Tom Club. Studoval na Shady Side Academy a Rhode Island School of Design.